# Бюриън
Бюриън (на английски: Burien, звуков файл и буквени символи за произношение ) е град в окръг Кинг, щата Вашингтон, САЩ. Бюриън е с население от 31 881 жители (2000) и обща площ от 34,3 km². Намира се на 115 m надморска височина. ЗИП кодът му е 98100-98199, а телефонният му код е 206.